# Group Chat
Group Chat est une émission de télévision américaine diffusée depuis le 23 mai 2020 sur Nickelodeon.
Pour la première saison, l'émission est présentée par Annie LeBlanc et Jayden Bartels (en). Pour la seconde saison, elle est présentée par Jayden Bartels et Brent Rivera puis par Young Dylan et That Girl Lay Lay.

## Concept
Cette émission suit les hôtes qui jouent à des jeux, participent à des défis et communiquent avec leurs invités, virtuellement via le chat en ligne.

## Production
Le 6 mai 2020, il a été annoncé que l'émission était en projet sous le titre Group Chat : The Show auquel sera animée par Annie LeBlanc et Jayden Bartels et qu'elle serait diffusée au milieu de la pandémie du COVID-19. Nécessitant un tournage à distance, le premier numéro du groupe de discussion avec Annie & Jayden est diffusé en première le 23 mai 2020,.
Le 27 août 2020, il a été annoncé que Nickelodeon avait commandé sept numéros supplémentaires, qui devrait commencer à être diffusé à partir du 5 septembre 2020. L'invitée de la saison précédente, Brent Rivera, devrait succéder au précédent co-animatrice Annie LeBlanc,.

## Audiences
| Saison | Début de saison   | Début de saison | Début de saison | Fin de saison     | Fin de saison   | Fin de saison | Moyenne des téléspectateurs |
| Saison | Date de diffusion | Téléspectateurs | Ref.            | Date de diffusion | Téléspectateurs | Ref.          | Moyenne des téléspectateurs |
| ------ | ----------------- | --------------- | --------------- | ----------------- | --------------- | ------------- | --------------------------- |
| 1      | 23 mai 2020       | 480 000         | [ 5 ]           | 27 juillet 2020   | 310 000         | [ 6 ]         | 350 000                     |
| 2      | 5 septembre 2020  | 270 000         | [ 7 ]           | 31 octobre 2020   | -               | -             | -                           |